# ديف فليت
ديف فليت (بالإنجليزية: Dave Flett)‏ هو مغن مؤلف وموسيقي وعازف قيثارة بريطاني، ولد في 2 يونيو 1951 في أبردين في المملكة المتحدة.

## وصلات خارجية
- ديف فليت على موقع ميوزك برينز (الإنجليزية)
- ديف فليت على موقع ديسكوغز (الإنجليزية)